# زوجة ليوم واحد (فلم)
زوجة ليوم واحد فيلم دراما كوميدي مصري للمخرج السيد زيادة عام 1963. كتب القصة والسيناريو بطل ومنتج الفيلم الفنان كمال الشناوي بالمشاركة مع كاتب السيناريو إسماعيل القاضي، وشارك في البطولة ناهد شريف وحسين رياض ونادية النقراشي. تدور الأحداث حول الفتاة الثرية سهير التي تمرض، كما تعاني من عدم تقدُّم الشباب لخطبتها، وبعد الشفاء تقع في حب طبيبها المُعالج، ولكنه حب من طرف واحد.
صدر الفيلم إلى دور العرض المصرية في أول يناير 1963.
منح موقع قاعدة بيانات الأفلام على الإنترنت (IMDB) الفيلم درجة 6.2/ 10.  
منح موقع قاعدة بيانات الأفلام العربية «السينما.كوم» الفيلم درجة 6/ 10.  

## طاقم التمثيل
كمال الشناوي: في دور الدكتور أحمد مختار (طبيب الأعصاب)
ناهد شريف: في دور فاطمة ياسين
حسين رياض: في دور ياسين أفندي (والد خديجة وفاطمة وزينب وهدى)
نادية النقراشي: في دور سهير هانم
أبو بكر عزت: في دور صلاح (صديق الدكتور أحمد)
ليلى صادق: في دور مارينا (اليونانية جارة فاطمة)
هدى عيسى: في دور خديجة ياسين (شقيقة فاطمة الكبرى)
هالة الشواربي: في دور زينب ياسين (الطالبة شقيقة فاطمة)
أمين الهنيدي: في دور مروان أفندي عبد الحكم (العريس الموعود لفاطمة)
ماري عز الدين: في دور علية هانم رستم (والدة سهير)
منير التوني: في دور عزمي (طليق خديجة ياسين)
أحمد أبو عبية: في دور صابر (تومرجي الدكتور أحمد مختار)
عبد الحميد بدوي: في دور المأذون
عباس الدالي: في دور الشيخ
صالح الإسكندراني: في دور النجار
محمد طه: في دور المغني
إكرام عزو: في دور هدى ياسين (أصغر بنات ياسين أفندي)

## أحداث الفيلم
تعيش سهير هانم (نادية النقراشي)، الفتاة المتحررة المدللة، مع والدتها الأرملة الثرية علية هانم رستم (ماري عزالدين) ويرعى مصالحهم ياسين أفندى (حسين رياض) وكيل دائرة المرحوم الباشا. تعرضت سهير هانم لصدمة عاطفية، وتولى علاجها طبيب الأعصاب أحمد مختار (كمال الشناوي)، وارتبطت سهير عاطفياً بطبيبها أحمد، الذي لم يبادلها الشعور، وعند شفاء سهير، أقامت والدتها حفلاً كبيراً تولى ياسين أفندى الإشراف عليها وتجهيز مشروباتهم الكحولية، التي لا يرضى عن تواجدها، حيث أنه رجلاً متزمتاً. كان ياسين أفندي له أربع فتيات، بعد أن ماتت زوجته، وينتهج تربية صارمة حتى أنه أجبر ابنته الكبرى خديجة (هدى عيسى) على الطلاق وهي حامل، بعد أن طلب منها زوجها عزمى أفندى (منير التوني) أن تعمل بشهادتها، لتعينه على تكاليف المعيشة، ومنع ابنته فاطمة (ناهد شريف) من العمل بعد انتهاء دراستها، وينتوي تزويجها لمروان أفندى عبد الحكم (أمين الهنيدي) الذي حالت ظروفه المادية من سرعة اتمام الزواج، ومازالت ابنته زينب (هالة الشواربي) تواصل دراستها، ويتولى مراقبتها ومحاسبتها، أما صغرى بناته هدى (إكرام عزو) فما زالت طفلة.
كان الدكتور أحمد مختار يحرر باباً في إحدى المجلات، تحت عنوان «باب الأمل» وشعاره من يعرف باب الأمل لا يعرف كلمة مستحيل، وكانت فاطمة تقرأ المجلة، دون علم والدها، وتشعر أن الكاتب متحرر ونصير للمرأة.
كانت الطامة الكبرى عندما طلبت سهير هانم من ياسين أفندي أن يصحب معه للحفل إبنته فاطمة، لكي تعطيها الساعة التي وعدتها بها، ولم يستطع ياسين أفندي الإعتراض، وفى الحفل تعرف الدكتور أحمد على فاطمة وأعجب ببراءتها، وشغلت تفكيره. حاول أحمد مصادقة فاطمة والاقتراب منها، وادعى تدينه، وعدم رضاؤه عن أخلاق سهير هانم، وانه يشرب الخمر معهم مضطراً، وأصطحب أحمد ياسين أفندي لحضرات الذكر، وبذلك كسب صداقته، وزاره في بيته، وحاول إقناعه بالموافقة على عودة ابنته خديجة إلى طليقها عزمي، كما أقنعه بالخروج مع بناته للتنزه بالقناطر الخيرية، لأن الكبت يولد الإنفجار. تفاهم أحمد مع فاطمة، ليتمكن من لقائها بشقة جارتها اليونانية مارينا (ليلى صادق)، حتى علمت سهير هانم بتلك العلاقة، وتمكنت بالحيلة من أخذ مذكرات فاطمة، وأطلعت ياسين أفندي عليها. أصيب ياسين أفندي بصدمة، واقترحت عليه علية هانم رستم أن يتصرف بحكمة، وأن يزوجها من مروان أفندي، وعرضت مساعدته في الجهاز، ومنحت العروسين شقة في عمارتها، وتعهدت بإقامة الفرح في منزلها، كما تبرعت سهير هانم بفستان الزفاف، وطلبت منه منع فاطمة من الخروج حتى لا تقابل حبيبها، ووافق بالطبع ياسين أفندى، وشعر أن الدكتور أحمد خدعه، ولذلك رفض تزويجه من فاطمة. قام الدكتور أحمد، وبمساعدة صديقه صلاح (أبوبكر عزت) والتمرجي صابر (أحمد أبوعبية) والجارة مارينا، أن يجعلوا فاطمة تتناول بعض الحبوب قبل عقد القران، والادعاء بالانتحار، ويتولى الدكتور أحمد علاجها، وينفرد بها بحجرة بالفيللا، ويحضر التمرجى صابر المأذون (عبد الحميد بدوي) الذي يعقد قرانه على فاطمة، ووجد ياسين أفندى نفسه أمام الأمر الواقع.

## روابط خارجية
- مقالات تستعمل روابط فنية بلا صلة مع ويكي بيانات